# تحصيل الدين

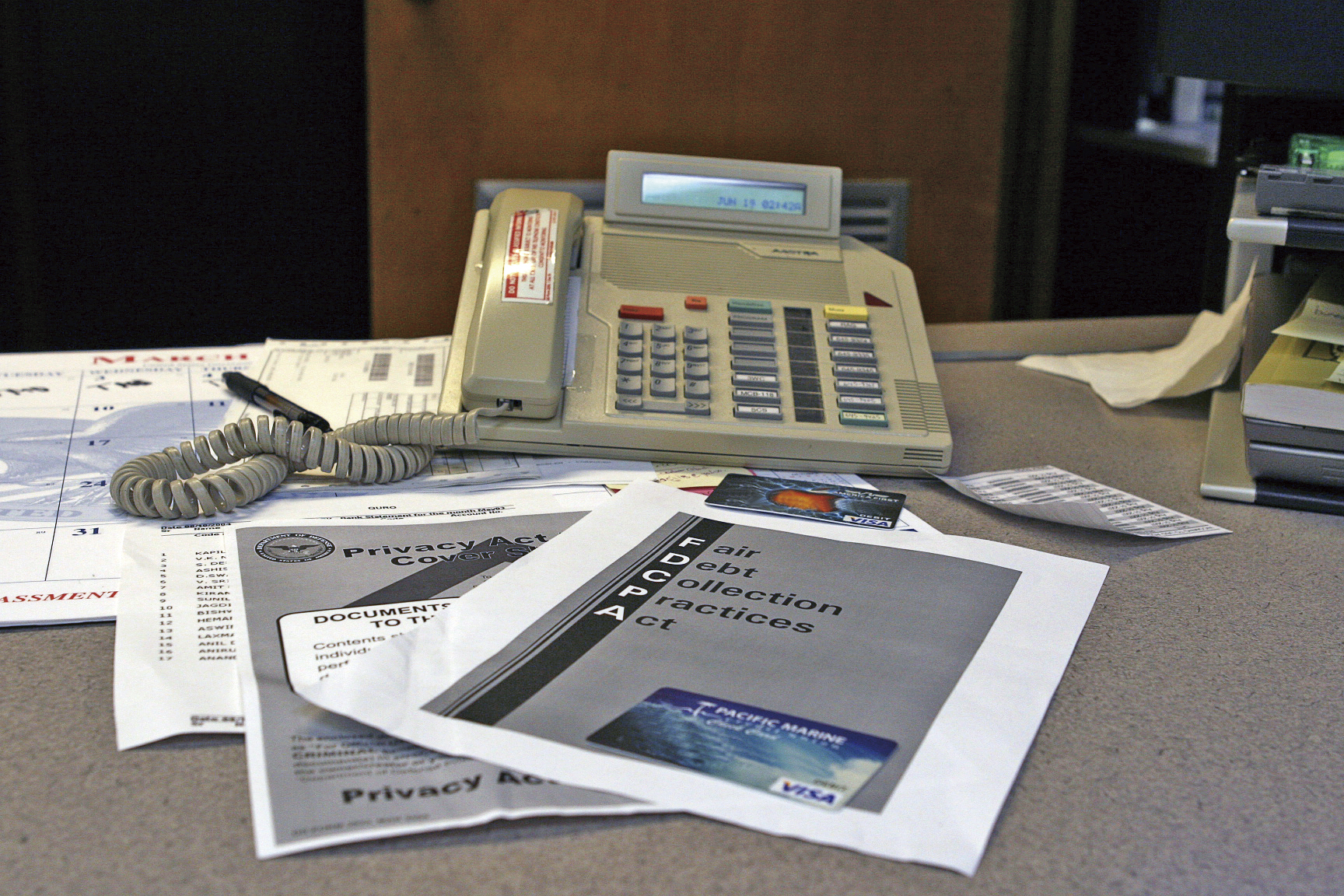
لا يُسمح لجمعيات الديون بالاتصال بمكان عمل أفراد الخدمة لأغراض أخرى غير محاولة تحديد موقع الشخص. يمكن أن يتعرض الدائن للعقوبات بموجب قانون ممارسات جمع الديون العادلة إذا اتصل بمكان عمل الشخص لأي سبب آخر.

تحصيل الدين هي عملية متابعة مدفوعات الديون المستحقة على الأفراد أو الشركات. تُعرف المنظمة المعنية بتحصيل الديون بوكالة التحصيل أو محصلي الديون. تعمل معظم وكالات التحصيل كوسائط للدائن وتجمع الديون مقابل رسم أو نسبة من المبلغ الكلي المستحق.

## تاريخ
وجد تحصيل الدين منذ أن وجد الدين ويرجع بتاريخه إلى ما قبل وجود المال بحد ذاته، إذ إنه ظهر مع النظم القديمة القائمة على المقايضة. يعود تحصيل الدين إلى زمن الحضارات القديمة، بدءًا من صيف سنة 3000 قبل الميلاد، في تلك الفترة، في حال كان الشخص دائنًا لا يمكنه استعادة الدين، وإنما يجبر أطفال المدين أو الخدم فيما يسمى «عبودية الدين أو العمل لرد الدين»، حتى يسترجع الدائن خسائره من خلال العمل أو الجهد الفيزيائي المعوض. تحكم توجيهات أو تدابير صارمة استعادة الدين وفق القانون البابيلوني، بما في ذلك العديد من حصانات المدين الأساسية. تحمل أو تنتقل الديون في بعض المجتمعات إلى الأجيال اللاحقة فتستمر عبودية الدين، إلا أن بعض المجتمعات القديمة أمنت عفو دوري من الدين مثل اليوبيل أو وضعت حدًا زمنيًا له.
يشير كل من الإنجيل والقرآن إلى تعليمات صارمة فيما يخص الفائدة المفروضة على الدين. صدت الديانات الإبراهيمية الإقراض وحرّمت على الدائنين جمعَ فائدة على ديونهم المستحقة. وفي أثناء العصور الوسطى، أتت القوانين لتتعامل بشكل خاص مع المدينين، في حال لم يتمكن الدائن من جمع مستحقاته، بإمكانه أخذ المدين إلى المحكمة والحصول على حكم ضده، الأمر الذي ينتج عنه ذهاب مأمورين من المحكمة إلى منزل المدين وتحصيل فوائد الدين، أو يُحال المدين إلى سجن المدينين حتى تقوم عائلة المدين بتسديد دينه أو حتى يسامحه الدائن.
في المناطق المحتلة من قبل الإمبراطورية الرومانية، اتّسم جامعو الضرائب في كثير من الأحيان بالابتزاز والجشع والإساءة باسم السلطة. في إنكلترا، كان مأمور الضرائب (بالإنكليزية: Catchpole) سابقًا جامع ضرائب مستقل، لكن خلال العصور الوسطى أصبح مسؤولًا قانونيًا عن تحصيل الديون، معتمدًا طرق قسرية في كثير من الأحيان.
اعتمدت المؤسسات المالية الكبيرة في الولايات المتحدة خلال فترة الكساد الكبير في ثلاثينيات القرن العشرين، اعتمادًا كبيرًا على حبس الرهن لتحصيل ديون الرهن العقاري غير المسددة، والتي اكتسبت نظرة عامة سلبية للغاية.

## المدينون
المدين هو الشخص الذي يدين بالرسم المالي أو الدين، قد يفشل المدينون بدفع ديونهم لجملة من الأسباب، بسبب نقص في التخطيط المادي أو الالتزامات الزائدة من قبلهم، الذي يعود لحدث طارئ غير متوقع كخسارة الوظيفة أو مشكلة صحية أو نزاع أو خلاف حول الدين أو ماذا يدين به أو قلة الأمانة عند أحد من المدين أو الدائن. قد يكون المدين فردًا أو كيانًا مثل شركة. يخضع تحصيل الدين من الأفراد إلى قواعد أكثر صرامة من المفروضة على شركة ما.

### تطوّر وكالات تحصيل الدين
حال ما أُبطلت سجون الدين خلال مطلع القرن التاسع عشر، لم يعد يملك الدائنون أي حجة قوية ضد المدينين الجانحين، في حال إقحام الكفالة في الدين، كما هو الحال في رهن عقار، يمكن للدائن أن يحصل على العقار من أجل أن يعوض لنفسه. من ناحية أخرى، في حالة الدين دون ضمان أو كفالة، لا يمكن حصول الدائن على استثمارات المدين في حال لم يملك المدين مالًا. حتى لو حصل الدائن على حكم ضد المدين في المحكمة، يبقى التحصيل معتمدًا على قدرة المدين على تسديد الحكم. في التجارة التي تنطوي على بيع البضائع، للمحكمة القدرة على حجز البضائع وإعادتها إلى البائع، إلا أن العديد من القرضين والدائنين قد حددوا حق الرجوع بمحاولة التحقق من الأهلية الائتمانية للمقترض أو الزبون قبل البدء أو الدخول في قرض أو معاملة. 

## أنماط جامعي الدين
هناك العديد من الأنماط لوكالات جمع الدين. غالبًا ما تكون وكالات الخط الأول شركات تابعة للشركة الأصلية التي يرجع لها الدين. 

## تنظيم تحصيل الدين

### إسبانيا
في حال كان التحدث مع المدين غير مثمرًا، فيمكن للدائن كتابة رسالة إلى المدين يحدّد فيه التفاصيل التالية: 
- صاحب الدين
- مقدار الدين
- غاية الدين
- الخطوات السابقة المتخذة في استرداد الدين
- الخطوات التي ستُتخذ لاسترداد الدين
- التاريخ المرجى أو المتوقع فيه استرداد الدين (المهلة الأقل سبعة أيام)
- طلب كتابة أي قضايا متنازع عليها.[6]

### الولايات المتحدة الأمريكية
يخضع تحصيل الدين ومحصلو الديون داخل الولايات المتحدة الأمريكية للوائح تنظيمية وفيدرالية. في الحكومة الفيدرالية، تعتبر لجنة التجارة الفيدرالية الجهة التنظيمية الرئيسية لوكالات التحصيل، ويتمتع مكتب الحماية المالية للمستهلك بسلطة تنظيمية على وكالات التحصيل. أعلن مكتب الحماية المالية للمستهلك في 24 أكتوبر عام 2012 أنه أتم وضع قاعدة للإشراف على وكالات تحصيل الدين ومشتري الديون بموجب تعريف سيشمل ما يقارب 175 شركة أمريكية.